# Real del Padre
Real del Padre är en ort i Argentina.   Den ligger i provinsen Mendoza, i den centrala delen av landet, 900 km väster om huvudstaden Buenos Aires. Real del Padre ligger 497 meter över havet och antalet invånare är 6 350.
Terrängen runt Real del Padre är mycket platt. Runt Real del Padre är det mycket glesbefolkat, med 5 invånare per kvadratkilometer.. Det finns inga andra samhällen i närheten.
Omgivningarna runt Real del Padre är i huvudsak ett öppet busklandskap.